# Les Alleux
Les Alleux – miejscowość i dawna gmina we Francji, w regionie Grand Est, w departamencie Ardeny. W dniu 1 stycznia 2016 roku z połączenia trzech ówczesnych gmin – Les Alleux, Le Chesne oraz Louvergny – powstała nowa gmina Bairon-et-ses-Environs. W 2013 roku populacja Les Alleux wynosiła 79 mieszkańców. 